# Louis Tessier
Pour les articles homonymes, voir Tessier.
Louis Tessier (1719-1781) est un artiste peintre et dessinateur français.

## Biographie
Louis Tessier est dit « peintre du roi Louis XV pour les fleurs ».
Travaillant pour la manufacture royale des Gobelins, Teissier est l'auteur des dessins d'un album, Le Livre de Principes de Fleurs, non daté, contenant des gravures de signées Juste Chevillet, probablement publié quelque temps après 1755. Cet album floral est utilisé comme source de décorations pour les travaux de marqueterie et de tapisserie.
Il meurt le 14 décembre 1781 à Paris.

## Conservation

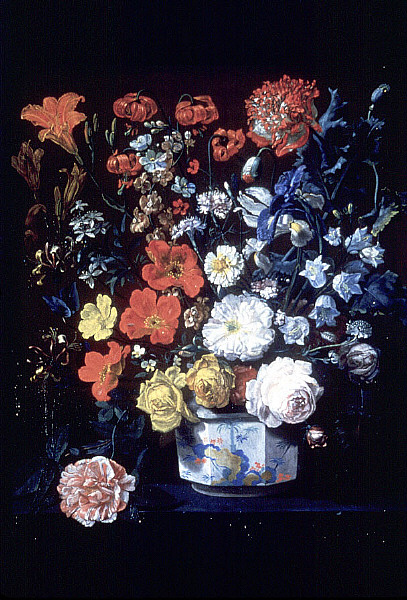
Fleurs dans un vase Chantilly, Saint Louis Art Museum.

- Études de fleurs, série de dessins sur papier, Paris, musée des Arts décoratifs[4].
- Fleurs dans un vase Chantilly, vers 1760, huile sur toile, Saint Louis Art Museum[5].
- [attribution] ou Anne Vallayer-Coster [?], Jardinière de fleurs, huile sur toile, s.d., musée des beaux-arts de Dijon[6].